# فرانسیسکو د پائولا دل وییار وای لوزانو
 فرانسیسکو د پائولا دل وییار وای لوزانو (انگلیسی: Francisco de Paula del Villar y Lozano؛ ۱۸۲۸ – ۱۹۰۱) یک معمار اهل اسپانیا بود.